# Eryngium nudicaule
Eryngium nudicaule là một loài thực vật có hoa trong họ Hoa tán. Loài này được Lam. mô tả khoa học đầu tiên năm 1798.

## Hình ảnh

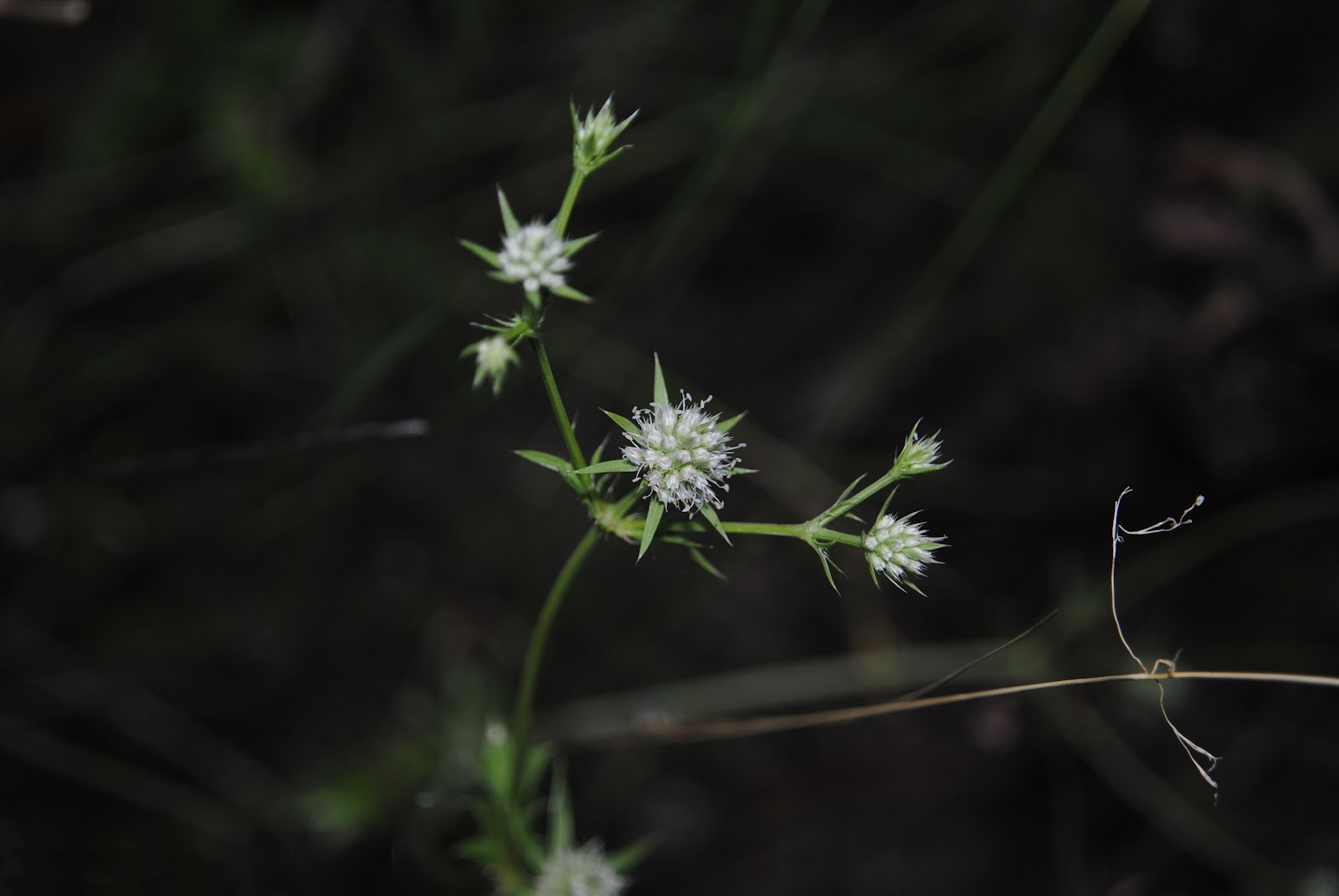